# Harold Ellis
Harold Ellis (Atlanta, 7 ottobre 1970) è un ex cestista e allenatore di pallacanestro statunitense, professionista nella NBA.

## Carriera
Con gli Stati Uniti ha disputato i Campionati americani del 1993.

## Palmarès

### Giocatore
- CBA All-Rookie Second Team (1993)

### Allenatore
- 2 volte campione WBA (2005, 2006)
- 2 volte WBA Coach of the Year (2005, 2006)